# Мзузу (аэропорт)
Аэропорт Мзузу — аэропорт, расположенный в городе Мзузу, Малави.

## История
Аэропорт Мзузу был основан в 1980-х годах и был обновлен и модернизирован в разные периоды своего существования. Расположенный в северной части страны, он обслуживает как местные, так и международные рейсы, обеспечивая жителям Малави доступ к мировым рынкам и туристическим направлениям.

## Инфрастуктура
Аэропорт Мзузу предлагает современные удобства для пассажиров. Среди них:
1. Взлетно-посадочная полоса: Он обладает одной длинной взлетно-посадочной полосой, способной принимать самолеты различных размеров.
2. Пассажирский терминал: Современный терминал обеспечивает комфортное ожидание и обслуживание пассажиров. Здесь есть зоны отдыха, кафе, магазины и другие удобства.
3. Грузовой терминал: Для обработки грузовых отправлений имеется специальный терминал с современным оборудованием для погрузки и разгрузки.
4. Парковка: Для автомобилей пассажиров и транспортных средств аэропорт предлагает просторные парковочные места.

#### Международные и внутренние рейсы
Аэропорт Мзузу обслуживает как международные, так и внутренние рейсы. Несмотря на то, что он не является самым крупным аэропортом в регионе, он имеет важное стратегическое значение для Малави, особенно для северных регионов страны. Регулярные рейсы связывают Мзузу с ключевыми городами в Африке и за ее пределами.

#### Экономическое значение
Аэропорт Мзузу играет важную роль в экономике Малави. Он способствует развитию туризма, облегчает торговлю и обмен товарами с другими странами, а также обеспечивает важную связь для международных инвестиций и развития.

#### Стремление к развитию
В последние годы правительство Малави и администрация аэропорта Мзузу выражали интерес к развитию и модернизации этого ключевого воздушного узла. Планируются инвестиции в улучшение инфраструктуры, расширение терминалов и обновление оборудования, чтобы сделать аэропорт более конкурентоспособным и удобным для пассажиров.